# Trichogatha suffusa
Trichogatha suffusa là một loài bướm đêm trong họ Noctuidae.